# Papilio oregonius
Papilio oregonius (syn. Papilio machaon oregonius; Papilio bairdii oregonius) – gatunek motyla z rodziny paziowatych (Papilionidae) występujący w amerykańskich stanach Oregon, Waszyngton i Idaho, oraz w środkowo-południowej Kolumbii Brytyjskiej na terenie Kanady.
Osobniki tego gatunku osiągają rozpiętość skrzydeł od 6,4 do 10 cm.